# Kurt Schreiber (Generalleutnant)
Kurt Schreiber (* 1. April 1875 in Langenschwalbach; † 27. Mai 1964 in Göttingen) war ein deutscher Generalleutnant der Wehrmacht.

## Leben
Kurt Schreiber trat als Fahnenjunker am 1. März 1894 in die Königlich-Preußische Armee ein. Am 18. August 1895 wurde er im Infanterie-Regiment 42 zum Leutnant befördert. 1904 war er als Erzieher an der Hauptkadettenanstalt.
Nach dem Krieg wurde er in die Reichswehr übernommen. Als Oberstleutnant (Beförderung am 1. Mai 1922) war er 1923 bei der Heeres-Inspektion des Erziehungs- und Bildungswesens (In 1) im Reichswehrministerium in Berlin. Am 1. Februar 1927 folgte seine Beförderung zum Oberst und am 1. Oktober 1929 wurde er Generalmajor. Am 1. Februar 1930 wurde er als Nachfolger von Generalmajor Walter von Schleinitz Kommandant von Berlin und wurde am 31. Januar 1931 mit dem Charakter als Generalleutnant aus der Armee verabschiedet. Sein Nachfolger als Kommandant von Berlin war der Generalmajor Bodo von Witzendorff.
Mit Beginn des Zweiten Weltkriegs wurde er reaktiviert und war ab 1. September 1939 Kommandeur der neu aufgestellten Division Nr. 430, um am 1. Dezember 1939 von Generalmajor Maximilian Renz die Oberfeldkommandantur 570 (OFK 570) zu übernehmen. Im Ringtausch wurde Renz Kommandeur der Division 430. Anfangs war die OFK 570 beim Militärbefehlshaber Krakau und kam am 22. Mai 1940 zum Militärbefehlshaber Niederlande. Am 1. Juli 1940 wurde Schreiber, ab 1. Februar 1941 Generalleutnant z. V., Chef des Militärverwaltungsbezirks A (Nordwestfrankreich) in St. Germain beim Militärbefehlshaber Frankreich und blieb dies bis 1. Dezember 1941. Anschließend war er als Nachfolger von Generalmajor Adolf von Kleist Kommandant von Hannover. Am 31. März 1943 wurde seine Mobilmachungsverwendung aufgehoben.
Nach dem Krieg wohnte er in Göttingen.
Bis 1930 hatte er u. a. das Eiserne Kreuz I. Klasse, den Roten Adlerorden 4. Klasse, das Hamburgische Hanseatenkreuz, das Ritterkreuz des Sachsen-Ernestinischen Hausordens und das Ehrenkreuz des Schaumburg-Lippischen Hausordens erhalten.